# Mike Hanke
Mike Hanke (Hamm, 5 de novembro de 1983) é um ex-futebolista alemão que atua como atacante. 

## Carreira
Foi revelado pelo Schalke 04, na temporada 2001–02, e atuou entre 2001 e 2005 pelo clube, depois se transferiu para o Wolfsburg.
Após duas temporadas no Wolfsburg, foi contratado pelo Hannover 96, em 2007, marcando dez gols em sua primeira temporada. Permaneceu no Hannover até janeiro de 2011, quando se transferiu para o Borussia Mönchengladbach.

### Seleção nacional
Hanke estreou pela seleção alemã em 8 de junho de 2005, em um amistoso contra a Rússia, que terminou empatado por 2 a 2.
Participou da Copa das Confederações 2005, onde marcou seu primeiro gol dez dias depois de sua estreia, em 18 de Junho, o último na vitória por 3 a 0 sobre a Tunísia, ainda na fase de grupos. Porém, no último jogo do torneio, na vitória por 4 a 3 sobre o México na disputa pelo terceiro lugar, em 29 de Junho, Hanke foi expulso.
Convocado por Jürgen Klinsmann para a disputa da Copa do Mundo 2006, Hanke perdeu os dois primeiros jogos da fase de grupos, contra Costa Rica e Polônia, devido ao cartão vermelho que havia levado na Copa das Confederações do ano anterior. Atuou apenas na disputa pelo terceiro lugar, quando a Alemanha venceu Portugal por 3 a 1, em 8 de julho daquele ano.

## Títulos
Schalke 04
- Copa da Alemanha: 2001–02